# Comuna Comloșu Mare, Timiș
Comloșu Mare este o comună în județul Timiș, Banat, România, formată din satele Comloșu Mare (reședința), Comloșu Mic și Lunga. Localitatea a primit indicatorul de sat european pentru construcția unei școli generale, a unui spațiu de comunicare cu cetățenii comunei – Telecentru Comloșu – și reabilitarea unei gradinițe pentru copii. Comunitatea locală a inițiat și eco-proiectul Păduri pentru viitor.

## Localizare
Comloșu Mare se situează în vestul județului Timiș, aproape de extremitatea vestică a României, foarte aproape de granița cu Serbia (limitele comunei coincid cu granița). Se învecinează cu localitățile Jimbolia, Grabaț, Gottlob, Teremia Mare și Nerău. Distanța până la orașele de referință este: 14 km de Jimbolia, 14 km de Kikinda (Serbia), 34 km de Sânnicolau Mare și 60 km de municipiul Timișoara. Localitatea este străbătută de drumul național DN59C Jimbolia - Sânnicolau Mare. Pe cale ferată, are acces la linia Timișoara - Nerău.

## Istorie
Prima atestare documentară a localității are loc la 1446, dar descoperirile arheologice atestă locuirea zonei încă din neolitic. Fenomenul colonizator din Banatul de după 1717 s-a manifestat și aici. În 1734 a început așezarea oltenilor în localitate. La 1781 au avut loc colonizările de familii germane originare din Luxemburg.

Pe 25 iunie 1944, localitatea a fost vizitată de o delegație a guvernului, condusă de Ion Antonescu și Mihai Antonescu.

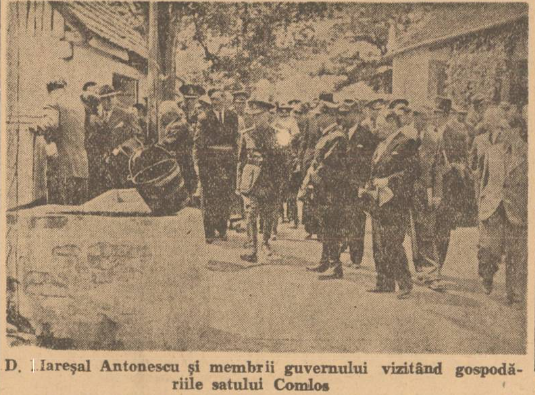
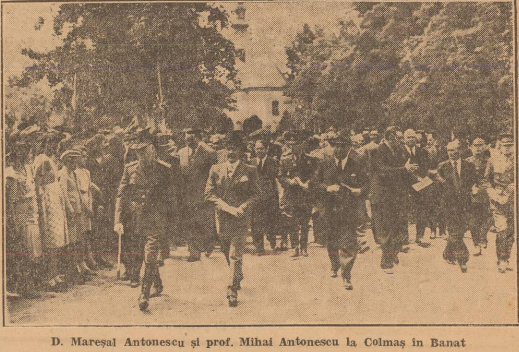
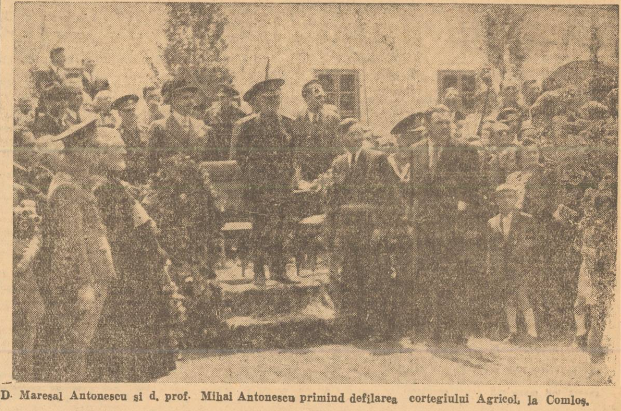

## Cultură
În comună apare cea mai longevivă publicație sătească românească, intitulată Suflet nou. 
Primul număr a apărut de Sfânta Maria Mare, adică la 15 august 1934, din inițiativa unor dascăli și alți intelectuali ai acestei comune. În prezent în această revistă se publică poezii scrise de profesori din Timișoara sau profesori plecați în străinătate.

## Populația (evoluție istorică)
Evoluția populației comunei Comloșu Mare, structurată pe etnii:

## Politică
Comuna Comloșu Mare este administrată de un primar și un consiliu local compus din 15 consilieri. Primarul, Ovidiu-Nicolae Stefănescu[*], de la Partidul Social Democrat, este în funcție din octombrie 2020. Începând cu alegerile locale din 2024, consiliul local are următoarea componență pe partide politice:
|  | Partid                          | Consilieri | Componența Consiliului | Componența Consiliului | Componența Consiliului | Componența Consiliului | Componența Consiliului | Componența Consiliului | Componența Consiliului | Componența Consiliului | Componența Consiliului | Componența Consiliului |
|  | ------------------------------- | ---------- | ---------------------- | ---------------------- | ---------------------- | ---------------------- | ---------------------- | ---------------------- | ---------------------- | ---------------------- | ---------------------- | ---------------------- |
|  | Partidul Social Democrat        | 10         |                        |                        |                        |                        |                        |                        |                        |                        |                        |                        |
|  | Partidul Național Liberal       | 3          |                        |                        |                        |                        |                        |                        |                        |                        |                        |                        |
|  | Alianța pentru Unirea Românilor | 2          |                        |                        |                        |                        |                        |                        |                        |                        |                        |                        |

Atât primarul cât și viceprimarul comunei fac parte din PSD. Consiliul Local este constituit din 13 consilieri, împărțiți astfel:
|  | Partid                             | Consilieri | Componența Consiliului | Componența Consiliului | Componența Consiliului | Componența Consiliului | Componența Consiliului | Componența Consiliului | Componența Consiliului | Componența Consiliului | Componența Consiliului | Componența Consiliului | Componența Consiliului | Componența Consiliului |
|  | ---------------------------------- | ---------- | ---------------------- | ---------------------- | ---------------------- | ---------------------- | ---------------------- | ---------------------- | ---------------------- | ---------------------- | ---------------------- | ---------------------- | ---------------------- | ---------------------- |
|  | Partidul Social Democrat           | 12         |                        |                        |                        |                        |                        |                        |                        |                        |                        |                        |                        |                        |
|  | Alianța Dreptate și Adevăr (1 PD ) | 1          |                        |                        |                        |                        |                        |                        |                        |                        |                        |                        |                        |                        |

## Demografie
Componența etnică a comunei Comloșu Mare
     Români (79,01%)
     Romi (11,96%)
     Germani (1,14%)
     Alte etnii (0,84%)
     Necunoscută (7,05%)
Componența confesională a comunei Comloșu Mare
     Ortodocși (71,81%)
     Penticostali (7,6%)
     Greco-catolici (6,32%)
     Romano-catolici (5,64%)
     Alte religii (1,37%)
     Necunoscută (7,26%)
Conform recensământului efectuat în 2021, populația comunei Comloșu Mare se ridică la 4.892 de locuitori, în creștere față de recensământul anterior din 2011, când fuseseră înregistrați 4.737 de locuitori. Majoritatea locuitorilor sunt români (79,01%), cu minorități de romi (11,96%) și germani (1,14%), iar pentru 7,05% nu se cunoaște apartenența etnică. Din punct de vedere confesional, majoritatea locuitorilor sunt ortodocși (71,81%), cu minorități de penticostali (7,6%), greco-catolici (6,32%) și romano-catolici (5,64%), iar pentru 7,26% nu se cunoaște apartenența confesională.

## Personalități
- Iulian Grozescu (1839 - 1872), poet și publicist.
- Vicențiu Grozescu (1838-1898), preot gr.cat., istoric, publicist, autorul lucrării  "Istoria românilor de la Mureșul de jos (Oradea, 1887)", "Istoria Banatului timișan (Familia, nr.14, Oradea, 1890)", "Istoria districtelor românești în Banatul timișan (Familia, nr. 16-31, Oradea, 1890)", "O istorie din suferințele bănățenilor (Dreptatea, nr. 241, 1894) " etc. A scris într-o perioadă când exista catedră de istorie doar la Budapesta și Cluj, iar lipsa istoricilor era suplinită prin clerici, profesori, avocați. A fost apreciat de istoricul Ioan Dimitrie Suciu.[12]
- Ana Cumpănaș (1889 – 1947), patroană de bordel, cunoscută pentru rolul său în capturarea gangsterului american John Dillinger;
- Ion Iancu (n. 1931), dirijor;
- William Totok (n. 1951), scriitor de limbă germană;
- Hans Diplich (1909 - 1990), scriitor de limbă germană;
- Meletie Drăghici (1814 - 1891), preot ortodox  român, protopop al Jebelului și al Timișoarei, avocat, publicist și promotor al emancipării naționale a românilor din Banat.

## Obiective turistice
- Casa Națională "Iulian Grozescu"
- Fostul "Hanul mare"
- Biserica Adormirea Maicii Domnului, monument istoric.